# Full Circle (Doctor Who)
Pour les articles homonymes, voir Full Circle.
Full Circle (Cercle Complet) est le cent-onzième épisode de la première série de la série télévisée britannique de science-fiction Doctor Who. Originellement diffusé sur la BBC en quatre parties du 25 octobre au 15 novembre 1980, cet épisode est le premier d'une trilogie se déroulant dans l'univers d'E-Space qui se termine avec « Warriors' Gate. » Il introduit pour la première fois le personnage d'Adric joué par Matthew Waterhouse.

## Accroche
Romana ayant été rappelée sur Gallifrey, le Docteur et elle tentent de rejoindre la planète. Seulement en chemin, ils se retrouvent attirés par un vortex les menant à un autre univers nommé l'E-Space. Ayant atterri sur la planète Alzarius ils rencontrent un groupe d'explorateur de Terradon dont le vaisseau s'est écrasé sur la planète il y a plusieurs générations. Ceux-ci sont attaqués par les hommes des marais qui vivent sur la même planète.

## Distribution
- Tom Baker — Le Docteur
- Lalla Ward — Romana
- Matthew Waterhouse — Adric
- John Leeson - Voix de K-9
- Leonard Maguire — Draith
- James Bree — Nefred
- Alan Rowe — Garif
- George Baker — Login
- Tony Calvin — Dexeter
- Richard Willis — Varsh
- June Page — Keara
- Bernard Padden — Tylos
- Andrew Forbes — Omril
- Adrian Gibbs — Rysik
- Barney Lawrence — Un homme des marais
- Norman Bacon — Un enfant des marais

## Résumé
Le Docteur doit ramener Romana sur Gallifrey, mais lors de leur départ, un étrange phénomène se produit et ils se retrouvent dans un univers parallèle. Le TARDIS semble leur indiquer qu'ils se trouvent à destination, mais l'extérieur ne correspond pas. Non loin d'eux, dans la forêt se trouvent un groupe de colons issue de Terrania et qui se sont échoués sur la planète (qu'ils ont nommés Alzarius) plusieurs générations auparavant. Ils sont gouvernés par une oligarchie de trois seniors nommés les "Décideurs" et semblent avoir pour refuge, le Starliner, leur ancien vaisseau. À proximité d'eux, une bande de jeunes adolescent, dont Adric fait partie, semble vivre de vol de nourritures. Toutefois, d'étranges œufs sont apparus et l'un des Décideurs en déduit qu'une brûme toxique va envahir la planète. L'ensemble de la colonie se retranche à l'intérieur du Starliner, à l'exception d'Adric et de son petit groupe.
Fuyant dans la forêt, Adric découvre le TARDIS et se fait soigner par le Docteur et Romana. Parti enquêter avec l'aide de K-9, le Docteur découvre que cette brûme permet à des créatures vivant dans les marais, de commencer à se mouvoir à la surface. Il s'infiltre à l'intérieur du Starliner grâce à son tournevis sonique, suivit par un des enfants des marais qui sera capturé par les Terraniens. Le Docteur est emmené devant les Décideurs, et lors de son explication, découvre que l'un d'entre eux fait volontairement croire aux colons que la brûme est toxique afin de les maintenir dans la peur. Adric, de son côté, ramène ses amis à l'intérieur du TARDIS, mais il semblerait que celui-ci se trouve dans une zone instable.
Sortant du TARDIS, Romana découvre que le TARDIS se trouve dans une grotte où d'étranges araignées peuvent éclore et voit K-9 se faire détruire devant elle. Alors qu'elle est sortie, Adric appuis accidentellement sur une commande du TARDIS ce qui provoque sa dématérialisation. Ils se retrouvent alors sur le Starliner, et Keara, l'une des adolescentes du groupe d'Adric y retrouve son père, devenu l'un des Décideurs. Le Docteur reprend le TARDIS et retrouve Romana dans la caverne. Celle-ci semble avoir été mordue par une des araignées et agit étrangement. Le Docteur repart dans le Starliner et se montre choqué en voyant le scientifique de bord pratiquer une vivisection sur l'un des enfants du marais. Il attaque violemment les Décideurs, leur expliquant que tout le monde tente de réparer un vaisseau qui est fonctionnel depuis plusieurs siècles. Pendant ce temps, possédée, Romana laisse rentrer les hommes des marais dans le vaisseau, qui semblent plus curieux qu'agressifs.
En s'enfuyant d'une des pièces, le plus âgé des Décideurs, Nefred, leur apprend qu'ils ne peuvent pas repartir sur Terradon pour la bonne raison qu'ils n'y sont jamais allés.
Examinant l'ADN des hommes des marais, des araignées et des colons, le Docteur s'aperçoit qu'il est similaire : tous sont descendants d'une même souche et d'un écosystème qui fonctionne en cercle. Le Docteur et les adolescents parviennent à faire fuir les hommes des marais en les pourchassant avec de l'oxygène, mais au cours de la manœuvre, Varsh, le frère d'Adric, trouve la mort. Débarrassé des hommes des marais, les occupants du Starliner décident tout de même de partir sur une nouvelle planète, tandis que le Docteur et Romana s'en vont à bord du TARDIS, sans savoir qu'Adric est présent dans le vaisseau.

### Continuité
- Full Circle, State of Decay et Warriors' Gate forment une trilogie se déroulant dans l'univers parallèle de l'E-space.
- L'épisode fait mention au terrien que le Docteur devait ramener à la fin de l'épisode précédent ainsi que l'appel que Romana a reçu de Gallifrey.
- À l'idée de revenir sur Gallifrey, le Docteur parle de Leela et rappelle qu'une autre version de K-9 se trouve sur la planète.
- Le Docteur et Romana évoquent son arrivée sur le TARDIS dans The Ribos Operation ainsi que la quête de la Clé du Temps et le Gardien Blanc.
- Romana soupire que K-9 se fait détruire souvent ces derniers temps, un clin d'œil à sa destruction dans The Leisure Hive et sa réparation dans Meglos.